# Allogamus ligonifer
Allogamus ligonifer är en nattsländeart som först beskrevs av Mclachlan 1876.  Allogamus ligonifer ingår i släktet Allogamus och familjen husmasknattsländor. Inga underarter finns listade i Catalogue of Life.

## Bildgalleri

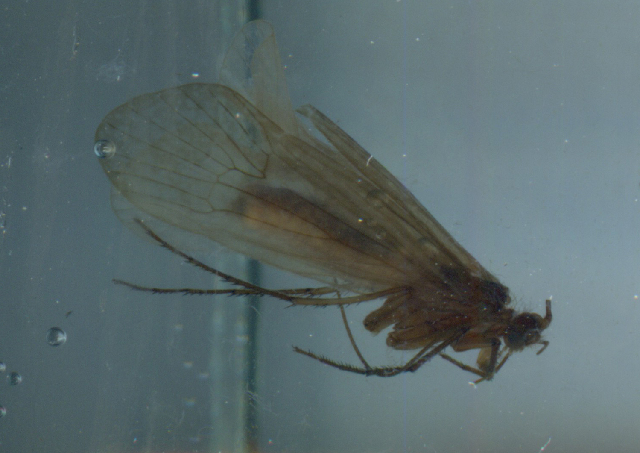